# A.J. Allmendinger
Anthony James „A.J.” Allmendinger (ur. 16 grudnia 1981 w Los Gatos) – amerykański kierowca wyścigowy.

## Kariera
Allmendinger rozpoczął karierę w międzynarodowych wyścigach samochodowych w 2001 roku od startów w Formule Dodge, gdzie siedmiokrotnie stawał na podium, w tym dwukrotnie na jego najwyższym stopniu. Z dorobkiem 166 punktów został sklasyfikowany na drugiej pozycji w końcowej klasyfikacji kierowców. W późniejszym okresie Amerykanin pojawiał się także w stawce Barber Dodge Pro Series, Formuły Dodge Western Race Series, Nowozelandzkiej Formuły Ford, Atlantic Championship, Champ Car, Grand American Rolex Series, NASCAR Truck Series, NASCAR Nextel Open, NASCAR Busch Series, NASCAR Nationwide Series, NASCAR Sprint Showdown, NASCAR Sprint Cup Series, Gillette Young Guns Prelude to the Dream, NASCAR Budweiser Shootout, Grand-Am Rolex Sports Car Series, Gillette Fusion ProGlide Prelude to the Dream, IndyCar Series, United SportsCar Championship, NASCAR Sprint All-Star Race oraz Budweiser Duel.
W Champ Car Figge startował w latach 2004-2006. W pierwszym sezonie startów dwukrotnie stawał na podium. Uzbierane 229 punktów dało mu szóste miejsce w klasyfikacji generalnej. Rok później dzięki pięciu miejscom na podium został sklasyfikowany na piątym miejscu. W 2006 roku Amerykanin odniósł łącznie pięć zwycięstw dla ekipy Forsythe Championship Racing. Zakończył sezon na najniższym stopniu podium klasyfikacji kierowców.